# ジョン・マルチャン
ジョン・ロレンス・マルチャン・コルデロ（Jhon Lorens Marchán Cordero , 1998年9月2日 - ）は、ベネズエラ・ポルトゥゲサ州アカリグア出身のプロサッカー選手。ポジションはMF。

## 来歴
2015年に地元のポルトゥゲサFCのトップチームに16歳で昇格。同年7月20日の国内リーグのエストゥディアンテス・デ・カラカス戦でプロデビュー。2017年4月10日のカラカスFC戦でプロ初ゴールを記録。同年シーズンから出場機会が増え、2019年シーズンは自己最多の34試合に出場し7ゴールを記録。更に10月21日のカラカスFC戦から11月11日のミロナス・デ・グアヤナ戦にかけては、4試合連続ゴールを決めた。

## 代表経歴
2020年に2020年東京オリンピック出場権を懸けたCONMEBOLプレオリンピック大会に、U-23のベネズエラ代表として出場した。